# Lago de Sabaudia

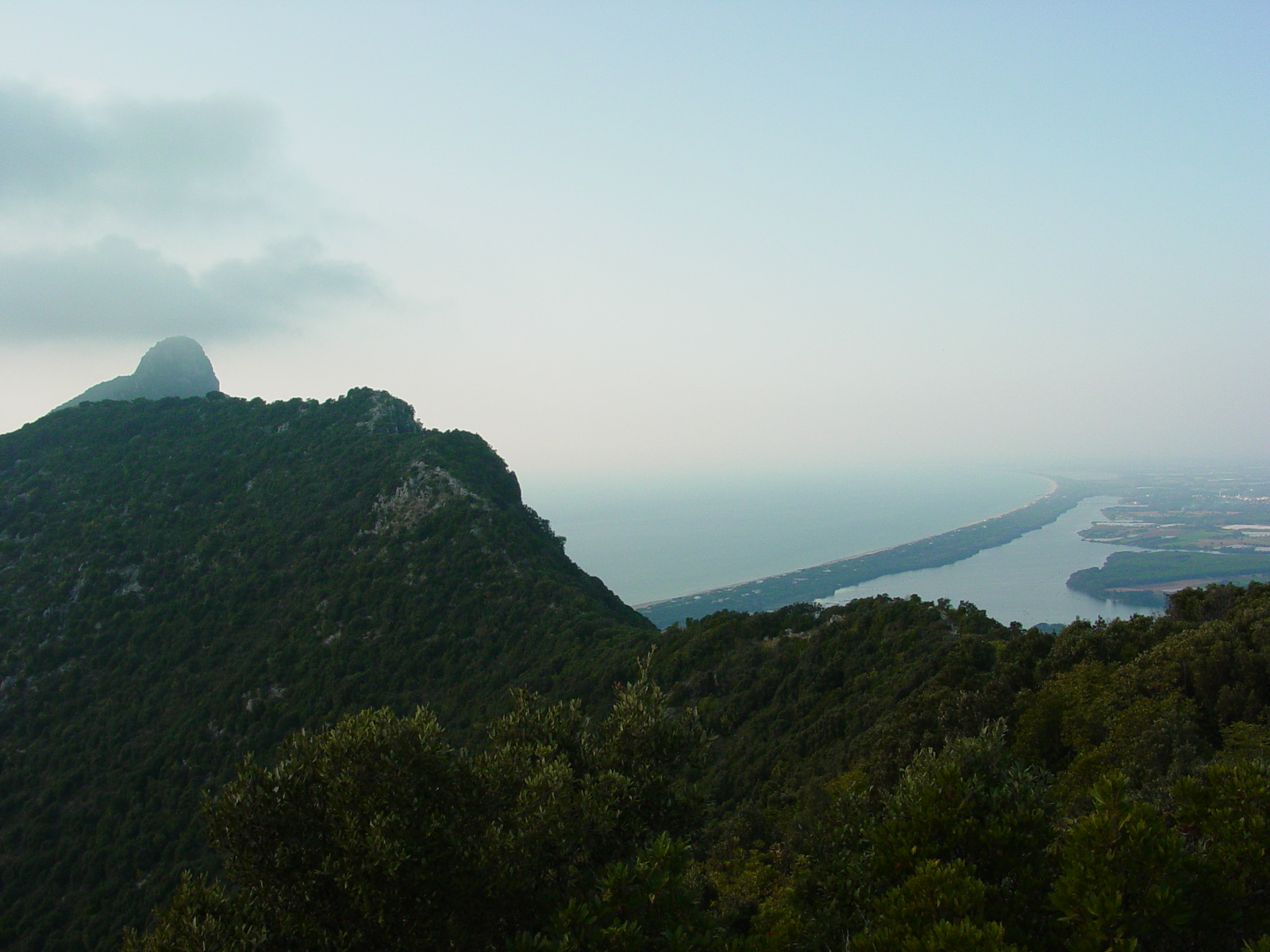
Vista de la acropolis de Circeo y Sabaudia

El lago de Sabaudia o lago de Paola (en italiano: lago di Sabaudia o lago di Paola) es una laguna costera italiana situada en la provincia de Latina, en el sur del Lacio, a lo largo de las costas del mar Tirreno.
La laguna pertenece enteramente al parque nacional del Circeo y está incluida en el territorio de la comuna de Sabaudia.